# HMS Grove (L77)
Le HMS Grove (pennant number L77) est un destroyer d'escorte de classe Hunt de type II construit pour la Royal Navy pendant la Seconde Guerre mondiale

## Construction
Le Grove est commandé le 20 décembre 1939 dans le cadre du programme d'urgence de la guerre de 1939 pour le chantier naval de Swan Hunter and Wigham Richardson Ltd. de Wallsend-on-Tyne en Angleterre sous le numéro J4199. La pose de la quille est effectuée le 28 août 1940, le Grove est lancé le 29 mai 1941 et mis en service le 5 février 1942.
Il est parrainé par la communauté civile de East Retford dans le Nottinghamshire pendant la campagne nationale du Warship Week (semaine des navires de guerre) en mars 1942.
Les navires de classe Hunt sont censés répondre au besoin de la Royal Navy d'avoir un grand nombre de petits navires de type destroyer capables à la fois d'escorter des convois et d'opérer avec la flotte. Les Huntde type II se distinguent des navires précédents type I par une largeur (Maître-bau) accru afin d'améliorer la stabilité et de transporter l'armement initialement prévu pour ces navires.
Le Hunt type II mesure 80,54 m de longueur entre perpendiculaires et 85,34 m de longueur hors-tout. Le Maître-bau du navire mesure 9,60 m et le tirant d'eau est de 3,51 m. Le déplacement est de 1 070 t standard et de 1 510 t à pleine charge.
Deux chaudières Admiralty produisant de la vapeur à 2 100 kPa (21 (bar) et à 327 °C alimentent des turbines à vapeur à engrenages simples Parsons qui entraînent deux arbres d'hélices, générant 19 000 chevaux (14 000 kW) à 380 tr/min. Cela donne une vitesse de 27 nœuds (50 km/h) au navire. 281 t de carburant sont transportés, ce qui donne un rayon d'action nominale de 2 560 milles marins (4 740 km) (bien qu'en service, son rayon d'action tombe à 1 550 milles marins (2 870 km)).
L'armement principal du navire est de six canons de 4 pouces QF Mk XVI (102 mm) à double usage (anti-navire et anti-aérien) sur trois supports doubles, avec un support avant et deux arrière. Un armement antiaérien rapproché supplémentaire est fourni par une monture avec des canons quadruple de 2 livres "pom-pom" MK.VII et deux  canons Oerlikon de 20 mm Mk. III montés dans les ailes du pont. Les montures jumelles motorisées d'Oerlikon sont remplacées par des Oerlikons simples au cours de la guerre. Jusqu'à 110 charges de profondeur pouvaient être transportées,. Le navire avait un effectif de 168 officiers et hommes,.

## Histoire

### Seconde guerre mondiale
Après avoir achevé ses essais et sa mise en service, le Grove se rend à Scapa Flow en février 1942 pour s'entraîner avec les navires de guerre de la Home Fleet. En mars, il est assigné avec les navires de la Home Fleet pour escorter le convoi PQ12 à Mourmansk, en Union soviétique et le convoi QP8 sur le chemin de retour,,,,.
Le Grove est ensuite envoyé dans la région de la Méditerranée orientale pour servir avec la 22e Flottille de destroyers, rejoignant l'escorte du convoi WS17 sur la Clyde le 22 mars avec le croiseur lourd Shropshire (73), le croiseur marchand armé Alcantara (F88) et les destroyers Aldenham (L22) et Lookout (G32) pour le voyage à Aden. Le porte-avions Illustrious (87) avec les destroyers  Inconstant (H49), Javelin (F61), Keppel (D84), Pakenham (G06), Badsworth (L03), Leamington (G19), Volunteer (D71) et Rockingham (G58) sont également affectés pour participer à la protection de ce convoi. Le convoi étant menacé par la présence de U-boote, les destroyers se séparent donc du convoi le 26 mars pour des opérations anti-sous-marines. Le lendemain, le Grove et les destroyers Aldenham, Volunteer et Leamington du 2e Groupe d'escorte coulent le sous-marin allemand U-587 par des charges de profondeur à la position géographique de 47° 21′ N, 21° 39′ O,,.
Après avoir voyagé à Freetown le 6 avril, le Grove se détache du convoi WS17 pour se déplacer de façon indépendante à Alexandrie, en Égypte, en passant par le cap de Bonne-Espérance, l'océan Indien et la mer Rouge, rejoignant la 22e flottille de destructeurs à Alexandrie le 18 mai.
En juin, il  escorte des convois vers les forces stationnées à Tobrouk, transporté des soldats et des fournitures au cours de la première étape et évacué les blessés au retour. Le 12 juin, immédiatement après avoir escorté le convoi MW11 quittant Tobrouk, le Grove s'échoue, et endommage l'hélice et l'arbre du moteur tribord. De retour vers Tobrouk, il navigue à une vitesse de seulement 8,5 nœuds (15,7 km/h). Il est frappé par deux torpilles tirées du sous-marin allemand U-77 au large de Sollum. La proue et la poupe sont emportées par les explosions et le Grove coule en 14 minutes, à la position géographique de 32° 35′ N, 25° 30′ O. 110 membres d'équipage sont tués dans le naufrage du navire, 79 survivants sont secourus par son sister ship Tetcott (L99),,.

### Honneurs de bataille
- ATLANTIC 1942
- LIBYA 1942
- ARCTIC 1942

### Commandements
- Lieutenant Commander (Lt.Cdr.) James Wolferstan Rylands (RN) du 12 décembre 1941 au 12 juin 1942